# 순천중앙초등학교 축구부
순천중앙초등학교 축구단(Suncheon Jungang Elementary School Football Club)은 대한민국 전라남도 순천시에 있는 축구 선수단이다. 순천중앙초등학교가 운영하는 U-12 축구 선수단이며, 1983년에 창단되었다.

## 시즌별 성적
| 시즌 | 대회             | 참가팀 | 경기 | 승 | 무 | 패 | 득 | 실 | 차 | 승점 | 순위 |
| ---- | ---------------- | ------ | ---- | -- | -- | -- | -- | -- | -- | ---- | ---- |
| 2000 | 전국소년체육대회 | 16     | 4    | 3  | 1  | 0  | 10 | 1  | +9 |      | 1    |

## 참고 문헌
- “KFA 통합경기정보 시스템”. 대한축구협회. 2020년 2월 22일에 원본 문서에서 보존된 문서. 2020년 5월 6일에 확인함.

## 같이 보기
- 순천중앙초등학교